# 정충사지
정충사지(旌忠祠址)는 대한민국 전북특별자치도 정읍시 흑암동에 있는 정충사 터이다. 1984년 4월 1일 전라북도의 문화재자료 제80호로 지정되었다가, 1985년 8월 16일 전라북도의 기념물 제74호로 재지정되었다.

## 개요
정충사는 조선 인조 10년(1632년)에 나라를 위해 목숨을 바친 이들의 순국정신을 기리고, 본받기 위해 세운 서원이다.
효종 8년(1657년)에는 임금이 직접 글씨를 쓴 액자를 하사 받은 사액서원으로 고종 5년(1868년) 서원철폐령으로 해체되었다가 1964년 지방 유림들에 의해 새로 지어져 오늘에 이르고 있다.
정충사에서는 임진왜란 때 힘껏 싸우다 전사한 동래부사 천곡 송상현을 비롯하여 무장공 신호, 장무공 김준의 제사를 모시고 있다.

## 현지 안내문
현지에 설치된 안내판 내용은 다음과 같다.
이 터는 나라를 위해 목숨 바친 충신들의 위패를 모시고 제사 지내는 곳이다. 임진왜란 당시 동래성 싸움에서 분투하다 전사한 동래부사 송상현(宋象賢)의 위패를 중심으로, 정유재란 때 남원성 전투에서 장렬한 최후를 마친 신호(申浩), 병자호란 때 안주성을 지키다. 성이 함락하자 처자와 함께 불에 타 죽은 김준의 위패를 함께 모셨다. 정충사는 조선 인조 10년(1632년)에 세웠으며, 효종 8년(1657년)에는 나라에서 이름을 내리고 재정을 후원하는 서원으로 선정됐다. 고종 5년(1868년)의 서원철폐령에 따라 정충사도 헐렸는데, 1964년에 다시 세워 오늘에 이르고 있다. 역사에 길이 빛날 이들의 순국정신은 오늘을 사는 우리에게 나라 사랑의 참뜻을 되새기게 한다.

## 같이 보기
- 송상현
- 신호

## 참고 자료
- 정충사지 - 국가유산청 국가유산포털